# 푸 맨추 (밴드)
푸 맨추(Fu Manchu)는 미국의 록 밴드이다.